# Jean-Sébastien Jaurès
Jean-Sébastien Jaurès (ur. 30 września 1977 w Tours) – francuski piłkarz występujący na pozycji obrońcy.

## Kariera
Jaurès jest wychowankiem klubu Tours FC. W 1991 roku trafił do juniorskiej ekipy zespołu AJ Auxerre, a w 1996 roku został włączony do jego pierwszej drużyny. W pierwszej lidze francuskiej zadebiutował 22 lutego 1997 w przegranym 0:2 meczu z Montpellier HSC. W 2003 roku zdobył z klubem Puchar Francji. 2 sierpnia 2003 w przegranym 1:2 pojedynku z OGC Nice strzelił swojego pierwszego gola w lidze. W 2005 roku wraz z Auxerre ponownie zdobył Puchar Francji. W barwach Auxerre przez 12 lat, Jaurès rozegrał 235 spotkań i zdobył 4 bramki w Ligue 1.
Latem 2008 roku Jaurès odszedł do niemieckiej Borussii Mönchengladbach grającej w Bundeslidze. Zadebiutował w niej 17 sierpnia 2008 w przegranym 1:3 spotkaniu z VfB Stuttgart. Barwy Borussii reprezentował do 2011 roku, po czym zakończył karierę.